# Museo de Arte de Ponce
El Museo de Arte de Ponce en Ponce, Puerto Rico, es uno de los museos más grandes y reconocidos del área del Caribe. Fue fundado por el exgobernador de Puerto Rico Luis A. Ferré e inaugurado el 28 de diciembre del 1965. El museo cuenta con más de 3.000 piezas en catorce galerías. Se destaca por sus colecciones de pintura española, francesa e inglesa.

## Historia
El Museo de Arte de Ponce comenzó en el 1956 cuando Luis A. Ferré viajaba por Europa. Visitando museos y exhibiciones, decidió adquirir varias piezas de diferentes estilos y periodos. Contento con su compra, viajó a Nueva York y adquirió 71 obras en una subasta.[cita requerida] En 1959, abrió un museo en la calle Cristina de la ciudad de Ponce. Algunas de estas piezas todavía están en exhibición en el museo actual.
En los primeros años de la década de los sesenta, Ferré adquirió un terreno en la avenida Las Américas en Ponce, frente a la Pontificia Universidad Católica de Puerto Rico. El 23 de abril de 1964 se colocó la primera piedra para su construcción. El proyecto se llevó a cabo gracias a donaciones de Ferré y su familia y del público. El museo abrió sus puertas el 28 de diciembre de 1965.

## El edificio y su arquitectura

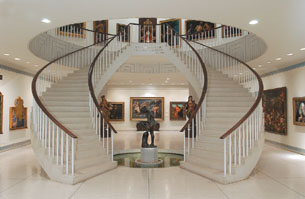
Sala Principal del Museo de Arte de Ponce.

El edificio fue diseñado por el famoso arquitecto Edward Durell Stone. Contaba con espacios de galerías de forma hexagonal, lo cual permite que la luz natural entre al edificio iluminando las galerías. Esta idea de iluminación fue sugerida por Ferré.

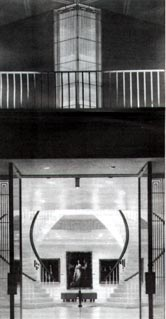
Vista nocturna de la entrada principal.

El museo cuenta con 14 galerías, 2 jardines, y un anfiteatro.
El museo se encuentra en un proyecto de renovación, dado al transcurso del tiempo y varios huracanes que azotaron la isla de Puerto Rico en la década de los noventa. Este proyecto lo dirige la familia Ferré.

## El museo y su colección
El museo tiene una colección de más de 3.000 piezas de arte, que cubren los periodos del siglo XIV al siglo XX, e incluye ejemplos de piezas italianas y españolas del Barroco, prerrafaelitas inglesas y latinoamericanas contemporáneas.

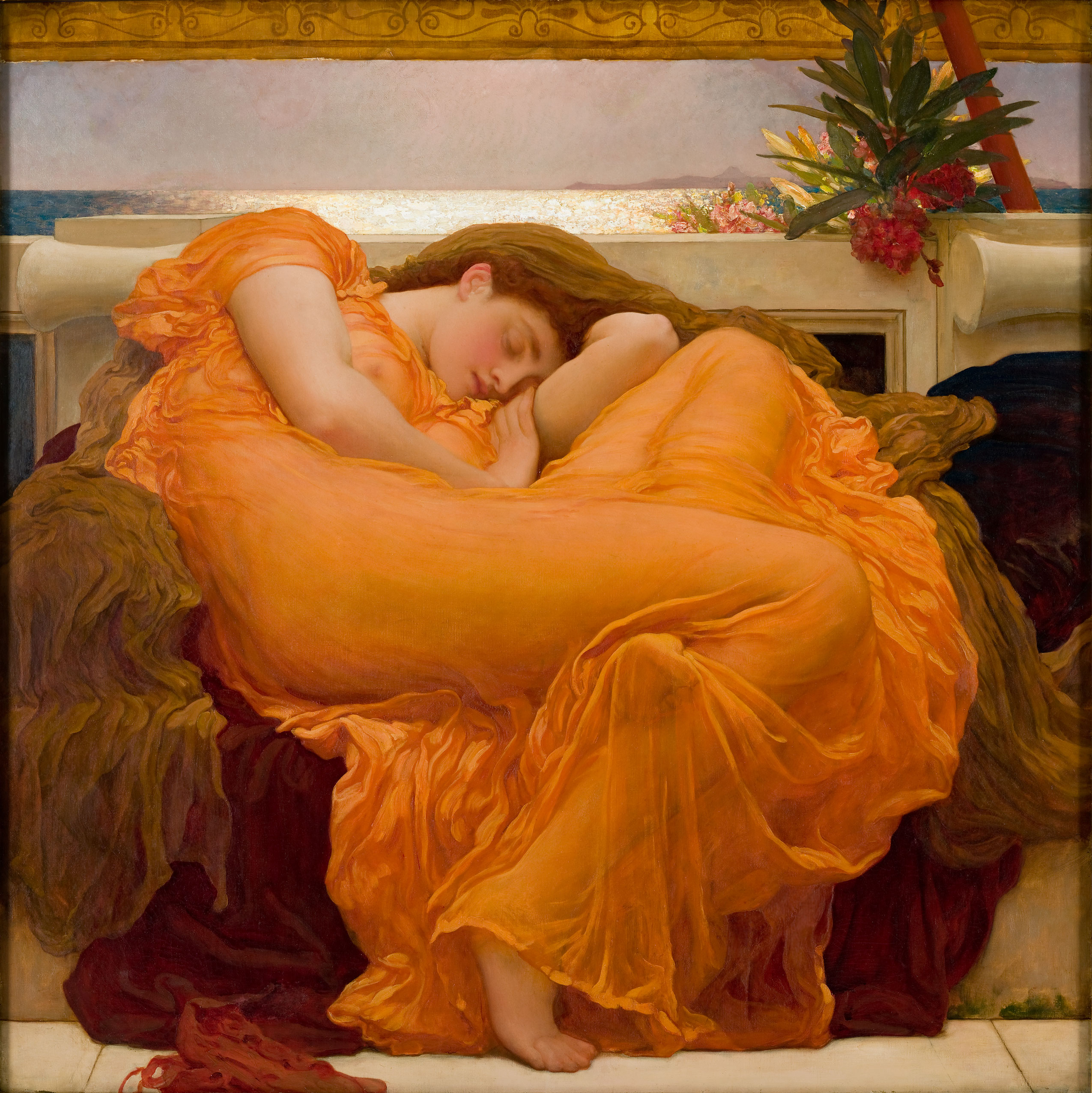
Flaming June o Sol ardiente de junio, de Frederic Leighton.

Sobresalen artistas españoles como Pedro Machuca, Luis de Morales, El Greco, Zurbarán, José de Ribera, Antonio de Pereda, Claudio Coello (un audaz cuadro de Susana y los viejos), Murillo, Goya (Retrato de Martín Zapater, 1790) y Pablo Serrano. Forman una de las mejores colecciones de pintura española de la América Latina.
De los Países Bajos, hay ejemplos de Pieter Aertsen, Abraham Janssens, Rubens, Frans Snyders, Theodoor Rombouts, Van Dyck, David Teniers el Joven, Nicolaes Maes y Cornelis van Haarlem.
La pintura italiana está representada con una tabla de Luca di Tommè (donada por la Kress Foundation en 1962) y ejemplos de artistas barrocos como Sisto Badalocchio, Guido Reni (un San Sebastián casi idéntico al del Museo del Prado), Bernardo Strozzi, Francesco Furini, Luca Giordano (San Lucas pintando a la Virgen, La muerte de Séneca), Sebastiano Ricci, Giovanni Battista Langetti (un espectacular cuadro de El castigo de Ixión) y Pompeo Girolamo Batoni.
El arte francés cuenta con un papel protagonista, gracias a Philippe de Champaigne, Claudio de Lorena, Charles Le Brun, Hubert Robert, Pierre-Paul Prud'hon, Eugène Delacroix, Gustave Courbet, Jean-Léon Gérôme, Gustave Moreau y William Adolphe Bouguereau.
La pintura británica incluye a Thomas Gainsborough y a los principales pintores prerrafaelitas: John Everett Millais, Edward Burne-Jones y Dante Gabriel Rossetti. La obra maestra del museo, y una de las favoritas de Ferre, es Flaming June, pintada por otro autor de esta corriente, algo menos conocido que los antes citados: Lord Frederic Leighton. Ferré la compró por 6.000 dólares en Londres. Esta pintura, y otras de su época, fueron prestadas durante unos meses al Museo del Prado de Madrid (febrero de 2009) aprovechando que el Museo de Arte de Ponce se hallaba en obras de reforma. 
Como ejemplo destacado de Alemania, se puede mencionar a Lucas Cranach el Viejo. También hay una obra de Angelika Kauffmann.
El museo ha sido sede de varias exhibiciones de artistas famosos de todo el mundo. En marzo de 2006, exhibió una colección de pinturas de la artista mexicana Frida Kahlo. En marzo de 2012, abrió una exposición de cuadros del Prado de Madrid (en correspondencia con el citado préstamo de 2009), con ejemplos de Tiziano, Van Dyck y Goya, entre otros maestros.
También alberga arte moderno y fue el primer museo en recibir una escultura de Roy Lichtenstein en donación: Pinceladas al vuelo, aportada por la fundación de los herederos del artista.
El museo cobra admisión al público, pero la mayoría de sus ingresos vienen de donaciones de individuos y compañías, mayormente de origen de Puerto Rico. Algunos han donado para la adquisición de piezas para el museo, mientras otros donan para sufragar los gastos ordinarios y de mantenimiento del museo.